# Downtown Hotel
Koordinaten: 64° 3′ 44,6″ N, 139° 26′ 0,3″ W
Das Downtown Hotel ist ein Hotel im kanadischen Territorium Yukon gelegenen Dawson. Überregionale Bekanntheit erlangte es für das Servieren eines Sourtoe Cocktail genannten Getränks, bestehend aus Whiskey, normalerweise Yukon Jack, und eines amputierten und mumifizierten menschlichen Zehs.

## Sourtoe Cocktail
Die Geschichte geht dabei auf die 1920er-Jahre zurück, in welchen die beiden Brüder Otto und Louie Linken in einen Blizzard gerieten. Nachdem die beiden Brüder wieder in ihrer Hütte ankamen, war der rechte Fuß von Louie Linken verfroren. Um Wundbrand zu vermeiden, amputierte Otto Linken den Zeh und bewahrte ihn anschließend in einem Fass mit Alkohol auf. 1973 fand Kapitän Dick Stevenson den Zeh in der Hütte und erfand die Tradition des Sourtoe Cocktails. Andere Quellen beschreiben, dass die Linken-Brüder erst Anfang der 1930er-Jahre aus Dänemark an den Yukon gekommen seien.
Der Originalzeh sei weiterhin bereits 1980 durch einen betrunkenen Minenarbeiter verschluckt worden. Anschließend folgte ein Austauschzeh mit einem inoperablen Hühnerauge aus Fort Saskatchewan und verschiedene konservierte Zehen aus dem Bestand eines Arztes. Durch einen Minenarbeiter wurden fünf Zehen gespendet. Die durchschnittliche Haltbarkeit eines Zehes liege bei ungefähr fünf Jahren. 2013 wurde der Zeh abermals verschluckt. Die Strafe dafür betrug damals 500 US-Dollar. Im Anschluss daran wurde die Strafe auf 2.500 US-Dollar angehoben. 2018 spendete der ehemalige Marine Nick Griffiths einen Zeh, den er während des Yukon Arctic Ultra, einem Ultramarathon, verloren habe.
Stand 17.08.2025 haben 128.746 Personen an diesem Ritual teilgenommen.